# Ibrahim Babangida
Ibrahim Badamasi Babangida, ofta kallad IBB, född 17 augusti 1941 i Minna i delstaten Niger, är en nigeriansk officer och politiker. Han var statschef i Nigeria 1985–1993.
Babangida, som tillhör fulanifolket, blev statschef i Nigeria efter en oblodig kupp mot general Muhammadu Buhari i augusti 1985. Han förklarade att han ville arbeta för en övergång till demokrati och stoppa brotten mot mänskliga rättigheter, men hans regering har anklagats för några av de grövsta brotten mot mänskliga rättigheter i Nigerias historia.
Babangida införde strukturanpassningsprogram enligt råd från Internationella valutafonden (IMF) 1986, men utan något direkt avtal med IMF efter att en folkomröstning föredragit en strukturanpassning utan IMF. På kort sikt hade programmet positiv effekt på ekonomin, men avreglering av jordbruket, privatiseringar, lönesänkningar och nedskärningar i offentlig sektor ledde också till arbetslöshet och socialt missnöje. På längre sikt förlorade nigerianska varor både från jordbruket och textilindustrin marknad.
Övergången till demokrati blev ständigt uppskjuten. Efter folklig press hölls presidentval den 12 juni 1993. Moshood Abiola anses ha vunnit valet, men Babangida erkände inte resultatet och annullerade valet. Detta orsakade massiva protester, som ledde till att Babangida tvingades avgå. Han utnämnde Ernest Shonekan till att leda en interimsregering. Valet 1993 har ofta kallats ett av de mest fria och rättvisa i Nigerias historia, och den 12 juni blev en viktig symbolisk dag för demokratiförkämpar.
Babangida är fortfarande aktiv i Nigerias politiska liv, och har ett stort och lojalt nätverk.